# Carlos Casalla
Carlos Chingolo Casalla (Buenos Aires, 1 de mayo de 1921-San Carlos de Bariloche, 5 de abril de 2017) fue un historietista argentino, especializado en temas gauchescos. Su apodo "Chingolo" refiere a uno de los nombres más populares del llamado "gorrión americano" Zonotrichia capensis.

## Biografía
Egresado de la Academia Nacional de Bellas Artes, participó en el equipo de Lino Enea Spilimbergo que pintó una parte de la cúpula de las Galerías Pacífico.
Luego de recibir de José Luis Salinas las primeras enseñanzas sobre cómo se hacía una historieta, adaptó la película Beau Geste mientras trabajaba en publicidad.
Casalla dibujó, también para la Editorial Columba: Álamo Jim que, como Savino, llegó a tener revista propia, y El Cosaco, con guiones de Robin Wood, Perdido Joe, Memorias de un Porteño Viejo y Chaco, en revistas como D'Artagnan, El Tony, Nippur Magnum. También colaboró con la revista Misterix .
En 1954 creó la serie El cabo Savino, que acabaría convirtiendo en una de las más duraderas del medio. Al comienzo los guiones eran propios y luego dibujó los de guionistas como Julio Álvarez Cao, Chacho Varela y Jorge Claudio Morhain.
En 1994 editó su libro El Gran Lago. En marzo de 2000 se editó el Martín Fierro, con ilustraciones de él.
Publicó durante años distintas tiras diarias en el diario Río Negro, de la provincia homónima, entre ellas Los Pioneros del Sur y Luis Piedra Buena, todas ellas basadas en temas históricos de la Patagonia. Residió, hasta su deceso, en la ciudad de San Carlos de Bariloche (Río Negro).
Falleció el 5 de abril de 2017, en San Carlos de Bariloche, ciudad donde residía.

## Obra
| Años | Título                                  | Guionista                           | Publicación                     | Nota                                            |
| ---- | --------------------------------------- | ----------------------------------- | ------------------------------- | ----------------------------------------------- |
| 1954 | Cabo Sabino                             | Julio Álvarez Cao                   | La Razón, Puño Fuerte, Fantasía |                                                 |
| 1961 | Lucio Montiel, comisionado de fronteras | Alberto Heredia (Eugenio Zappietro) | D'artagnan                      |                                                 |
| 1962 | Pithy Raine                             | Carlos Albiac                       | Oklahoma, Texas                 |                                                 |
| 1965 | Hombres de fortines                     | E.A. Domínguez                      | El Tony                         |                                                 |
| 1965 | Patrulla americana                      | Roque Guinart (Julio Álvarez Cao)   |                                 |                                                 |
| 1966 | Vida de Julio Argentino Roca            | Alberto Heredia (Eugenio Zappietro) |                                 |                                                 |
| 1967 | Martín Toro                             | Sergio Almendro                     |                                 |                                                 |
| 1968 | Diego                                   | Roque Guinart (Julio Álvarez Cao)   |                                 |                                                 |
| 1970 | Álamo Jim                               | Carlos Albiac                       |                                 |                                                 |
| 1971 | Crónicas de un porteño viejo            | Julio Álvarez Cao                   |                                 |                                                 |
| 1976 | El cosaco                               | Robin Wood                          |                                 |                                                 |
| 1977 | Perdido Joe                             | Carlos Albiac                       |                                 |                                                 |
| 1977 | Serie: Más allá de la frontera          | Carlos Casalla                      |                                 |                                                 |
| 1978 | Sargento York                           | Julio Álvarez Cao                   |                                 |                                                 |
| 1978 | Los olvidados                           | Guillermo Saccomanno                |                                 |                                                 |
| 1979 | Capitán Camacho                         | Julio Álvarez Cao                   |                                 |                                                 |
| 1981 | "Largo" Nolan                           | Robin Wood                          |                                 |                                                 |
| 1983 | Ronstadt                                | Armando Fernández                   |                                 | Reemplazando a Ricardo Villagrán en los dibujos |
| 1987 | Overland Trail                          | Ray Collins (Eugenio Zappietro)     |                                 |                                                 |
| 1988 | Infierno 66                             | Ray Collins (Eugenio Zappietro)     |                                 |                                                 |
| 1989 | Chaco                                   | Robin Wood                          |                                 | Reemplazando a Alberto Salinas en los dibujos   |
| 1990 | El arriero                              | Jorge C. Morhain                    |                                 |                                                 |
| 1990 | Larsen & Finch                          | Robin Wood                          |                                 |                                                 |
| 1990 | Martiniano Gauna                        | José Luis Arévalo                   |                                 |                                                 |
| 1991 | Duke & Stone'                           | Eduardo Mazzitelli                  |                                 |                                                 |
| 1992 | Rodrigo                                 | Roque Guinart (Julio Álvarez Cao)   |                                 |                                                 |
| 1993 | Foster                                  | Pablo Gelabert (Marcelo Ciccone)    |                                 |                                                 |
| 1993 | Batallón de castigo                     | Julio Álvarez Cao                   |                                 |                                                 |
| 1996 | De entre los muertos                    | Matt Bretton (Armando Fernández)    |                                 |                                                 |
| 1996 | El hombre oculto                        | Néstor Barrón                       |                                 |                                                 |
| 1997 | Hualichu                                | Jorge C. Morhain                    |                                 |                                                 |
| 1998 | El fuego de la memoria                  | Walter Slavich                      |                                 |                                                 |
| 2001 | El ojo secreto                          | Walter Slavich                      |                                 |                                                 |
| 2001 | El torniquete                           | Walter Slavich                      |                                 |                                                 |
| 2001 | Yukon Rider                             | Ray Collins (Eugenio Zappietro)     |                                 |                                                 |
| 2010 | La patria dibujada                      | Christian Mallea                    |                                 |                                                 |